# Solone Ózero (Crimea)
|  | Per a altres significats, vegeu «Soliónoie Ózero». |

Solone Ózero (en (ucraïnès): Солоне Озеро, en rus: Солёное Озеро, Soliónoie Ózero) és un poble de la República Autònoma de Crimea, a Ucraïna, que el 2014 tenia 838 habitants. Pertany al districte rural de Djankoi.